# Лидва
Лидва (рус. Лидва) руска је река која протиче преко територије Печорског рејона на крајњем западу Псковске области. Лева је притока реке Кудеб (притоке Великаје), те део басена реке Нарве, односно Финског залива Балтичког мора.
У Кудеб се улива на његовом 51 километру узводно од ушћа, као његова лева притока. Укупна дужина водотока је 31 километар, а површина сливног подручја око 144 km².
Лидва је отока Бобровског језера које се налази у пограничној зони према Естонији.